# Операция „Мълния“ (филм)
Вижте пояснителната страница за други значения на Операция „Мълния“.
„Операция „Мълния“ (на английски: Thunderball) е британски филм от 1965 година, екшън на режисьора Терънс Йънг по сценарий на Ричард Майбаум и Джон Хопкинс. Това е четвъртият филм от поредицата за Джеймс Бонд и четвъртият с Шон Конъри в ролята на Агент 007. Сценарият на филма е адаптиран по едноименната книга на Иън Флеминг от 1961 г.

## Сюжет
Внимание:  Текстът по-долу разкрива сюжета на произведението (или части от него)!
Най-мощната престъпна организация „СПЕКТЪР“, под ръководството на престъпния гений Ернст Ставро Блофелд, провежда дръзка операция срещу Запада. Чрез създаден с помощта на пластичната хирургия двойник на един от пилотите на НАТО, „СПЕКТЪР“ краде огромен бомбардировач и две атомни бомби. Скоро след това британският министър-председател и президентът на САЩ получават от престъпниците ултиматум: £ 100 000 000 в диаманти за откуп, или в противен случай Лондон и Вашингтон ще бъдат унищожени.
„М“ възлага на най-добрите си агенти да поемат случая. Една от снимките на изчезналия пилот Франсоа Дервал със сестра му Доминик („Домино“) е направена в Насау. И Джеймс Бонд решава, че може би ключът към проблема е там. Агент 007 веднага отива на Бахамите, където се срещна с Домино и нейния покровител, Емилио Ларго. Ларго се представя за богаташ, който почива безгрижно на море, но в действителност е най-главният помощник на Блофелд в извършването на ядреното изнудване. Джеймс Бонд има само няколко дни, за да спре Ларго и „СПЕКТЪР“, и да предотврати ядреното унищожение…

## В ролите
| Актьор                                    | Роля |
| ----------------------------------------- | --- |
| Шон Конъри                                | Джеймс Бонд                                                                                                |
| Антъни Доусън (озвучен от Ерик Полман)    | Ернст Ставро Блофелд, лидер на „СПЕКТЪР“                                                                   |
| Адолфо Чели (озвучен от Робърт Рити)      | Емилио Ларго, заместник на лидер на „СПЕКТЪР“, „№2“                                                        |
| Клодин Оже (озвучена от Ники ван дер Зил) | Доминик Дервал, приятелка на Емилио Ларго                                                                  |
| Лучиана Палици                            | Фиона Волп, агент на „СПЕКТЪР“                                                                             |
| Гай Долеман                               | граф Липе, агент на „СПЕКТЪР“                                                                              |
| Пол Стачино                               | Франсоа Дервал, пилот на НАТО, брат на Доминик Дервал / Анжело Палаци, агент на СПЕКТЪР, двойник на Дервал |
| Бернард Ли                                | „М“, шефът на МИ-6                                                                                         |
| Лоис Максвел                              | мис Мънипени, секретарка на „М“                                                                            |
| Десмонд Левелин                           | „Q“, началник на технически отдел на МИ-6, създател на много невероятни устройства за агент 007            |
| Рик ван Нътър                             | Феликс Лейтър, агент на ЦРУ                                                                                |
| Роланд Кълвър                             | Британският външен министър                                                                                |
| Мартин Бесуик                             | Паула Каплан, помощник на Бонд от Насау                                                                    |
| Моли Питърс                               | Патриша Фирънг, физиотерапевт в клиниката                                                                  |
| Ърл Камерън                               | Пиндер, помощник на Бонд и Лейтър от Насау                                                                 |
| Филип Лок                                 | Варгас, личен помощник на Ларго                                                                            |
| Георги Правда                             | Ладислав Кютце, асистент на Ларго, експерт по ядрени оръжия                                                |

## Музика на филма
Саундтракът към филма е написан от композитора Джон Бари. Неочаквани трудности възникват с главната песен от филма. Първият запис на песента, наречена „Mr. Kiss Kiss, Bang Bang“ е изпята от Шърли Беси, след което песента е презаписана с друга певица – Дион Уоруик. Въпреки това и двете версии не се харесват на производителите на филма Залцман и Броколи. Бари е принуден да напише нова версия на основната песен по оригиналното име „Thunderball“ и тази песен се изпълнява от Том Джоунс. Според легендата, Джоунс припада в студиото, след като изпява последната строфа от песента.

## Интересни факти
- Подобно на предишния филм на „бондиана“, „Операция „Мълния“ също печели „Оскар“, но този път в категорията „най-добри специални ефекти“.
- Шон Конъри играе ролята на Джеймс Бонд в „официалната“ адаптация на романа на Флеминг, и в „неофициалната“ (филма „Никога не казвай никога“). Интересното е, че и в двете филмови адаптации се използва същия супер гаджет – реактивна чанта за полети.
- По време на снимките на сцената в басейна с акули, Конъри, който много се страхува от акули, иска от режисьора между него и опасните риби да има прозрачна плексигласова стена. Преграда има, но по време на снимките една от една акулите успява да се измъкне и Конъри в паника изскача от басейна.
- След успеха на филма „Голдфингър“, производителите на филма искат да поставят за режисьор на „Операция „Мълния“ Гай Хамилтън. Хамилтън отказва и се връща в „бондиана“ чак след 7 години, във филма „Диамантите са вечни“.
- По време на снимките на „експлозията“ на яхтата на Ларго експертите по пиротехника не са изчислили добре размера на експлозивите. Експлозията се оказва толкова силна, че на къщите, разположени недалеч от снимките на филма в Насау, са разбити всички прозорци.
- И в трите филма, снимани от Джей Роуч за приключенията на супершпионина Остин Пауърс, героят, представящ едноокия „Number Two“ (изигран от актьора Роберът Вагнер), е пряка пародия на злодея Емилио Ларго.
- На търг на „Кристис“ на 26 юни 2013 г. часовникът на Джеймс Бонд „Breitling SA Top Time watch“, който Шон Конъри носи по време на снимките, е продаден за £ 100 000.